# فرانتس بارتل
فرانتس بارتل (انگلیسی: Franz Bartl; ۷ ژانویهٔ ۱۹۱۵ – ۱۲ ژوئیهٔ ۱۹۴۱) بازیکن هندبال اهل اتریش بود.